# Hualianceratops
Hualianceratops wucaiwanensis
Genre
Espèce
Hualianceratops est un genre de dinosaures herbivores du groupe des cératopsiens du Jurassique supérieur (Oxfordien, 160 millions d'années). Ce genre est représenté par une espèce unique, Hualianceratops wucaiwanensis, dont l'holotype a été découvert dans l'ouest de la Chine. Il est classé dans la famille des Chaoyangsauridae, qui comprend également les genres Chaoyangsaurus et Xuanhuaceratops.

## Étymologie
Le nom du genre Hualianceratops associe Hualian qui signifie « face ornementée », et ce en référence à la texture que présente le crâne, à ceratops, le suffixe commun aux dinosaures à cornes.
Son nom spécifique, composé de wucaiwan et du suffixe latin -ensis, « qui vit dans, qui habite », lui a été donné en référence au lieu de sa découverte, Wucaiwan, « la baie au cinq couleurs » en chinois, la partie haute de la formation de Shishugou.

## Publication originale
- (en) Fenglu Han, Catherine A Forster, James M Clark et Xing Xu, « A New Taxon of Basal Ceratopsian from China and the Early Evolution of Ceratopsia », PLOS One, PLoS, vol. 10, no 12,‎ 9 décembre 2015, e0143369 (ISSN 1932-6203, OCLC 228234657, PMID 26649770, PMCID 4674058, DOI 10.1371/JOURNAL.PONE.0143369, lire en ligne).